# HM-41 (гаубица)
HM-41 — иранская 155-мм гаубица, созданная на базе южнокорейской KH179, которая была импортирована из Южной Кореи во время ирано-иракской войны. Имеет ствол длиной 39 калибра с дульным тормозом для уменьшения отдачи.
HM-41 предлагался на экспорт, но, насколько известно, ни одна страна, кроме Ирана, данную гаубицу не использует.

## Разработка
Сообщается, что разрабатывается вариант колёсной САУ. Первый прототип был закончен в 2011 году.
В 2012 году Иран представил 155-мм управляемые снаряды Basir, которые были испытаны на гаубицах HM-41. В 2017 году появилась новая версия 155-мм САУ Ashura, созданная на базе шасси грузовика IVECO Trakker 6x6 с использованием той же буксируемой гаубицы HM-41, установленной в задней части грузовика.

## Конструкция
По данным иранских источников, HM-41 конструктивно аналогична южнокорейской KH179. Основные компоненты HM-41 внешне очень похожи на ствол CN79, буфер отдачи RM79 и установку CG79 от KH179.
При стрельбе реактивным осколочно-фугасным снарядом максимальная дальность стрельбы составляет 30 км. При стрельбе безоболочечным снарядом максимальная дальность стрельбы составляет 22 км.

## На вооружении
- Иран[8]